# Shire Highlands Railway Company
La Shire Highlands Railway Company (SHRC, « Compagnie de chemin de fer des hauts plateaux de la Shire ») est une entreprise ferroviaire, fondée en 1895 dans ce qui est alors le Protectorat britannique d'Afrique centrale, qui devient Nyassaland en 1907. Elle est créée pour construire une voie ferrée permettant de relier Blantyre à la rivière Shire, principale voie d'eau navigable du protectorat. Après quelques problèmes logistiques et financiers, une voie à écartement sud-africain (1 067 mm) est construite entre 1903 et 1907, puis prolongée de 182 kilomètres jusqu'à Port Herald, en 1908, à cause de la baisse du niveau de l'eau dans la rivière.
Les problèmes de navigation sur la Shire se poursuivant, l'entreprise participe en 1912 à la construction, par la British South Africa Company, de la ligne du Central African Railway (« chemin de fer d'Afrique centrale »), d'une longueur de 98 km, jusqu'au Zambèze, trajet presque entièrement situé en territoire mozambicain. Cette dernière ligne, terminée en 1914, n'appartient pas à la SHRC, mais à la Central Africa Railway Company, une société distincte. La SHRC opère cependant seule sur le tronçon, et elle possède des actions de la Central Africa Railway. En 1935, l'entreprise et les actions qu'elle possède sont transférées à une nouvelle entreprise, la Nyasaland Railways.

## Création de l'entreprise

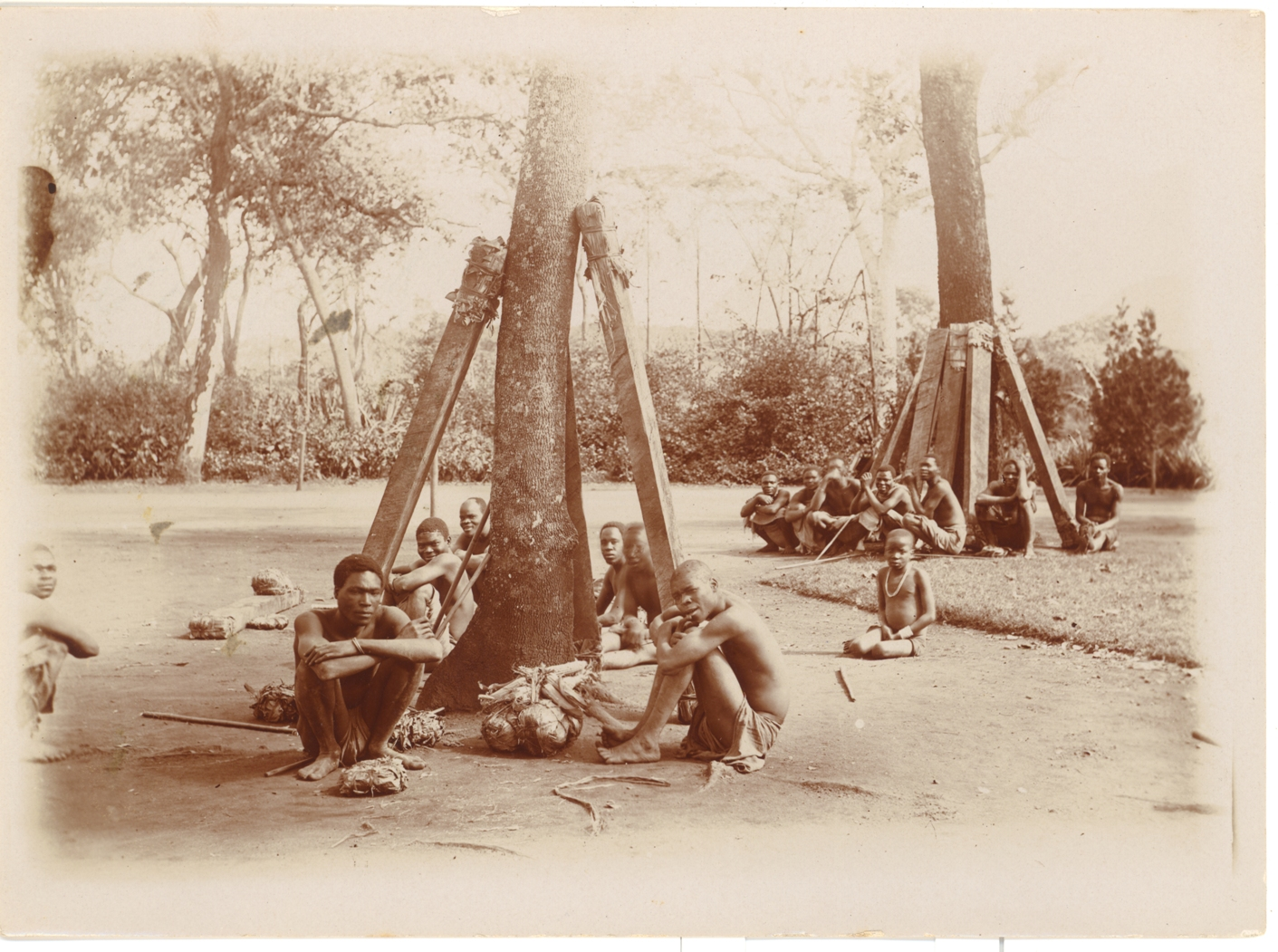
Prêts pour la route avec des traverses destinées au chemin de fer. Photographie prise dans le domaine d'Henry Brown (vers 1900).

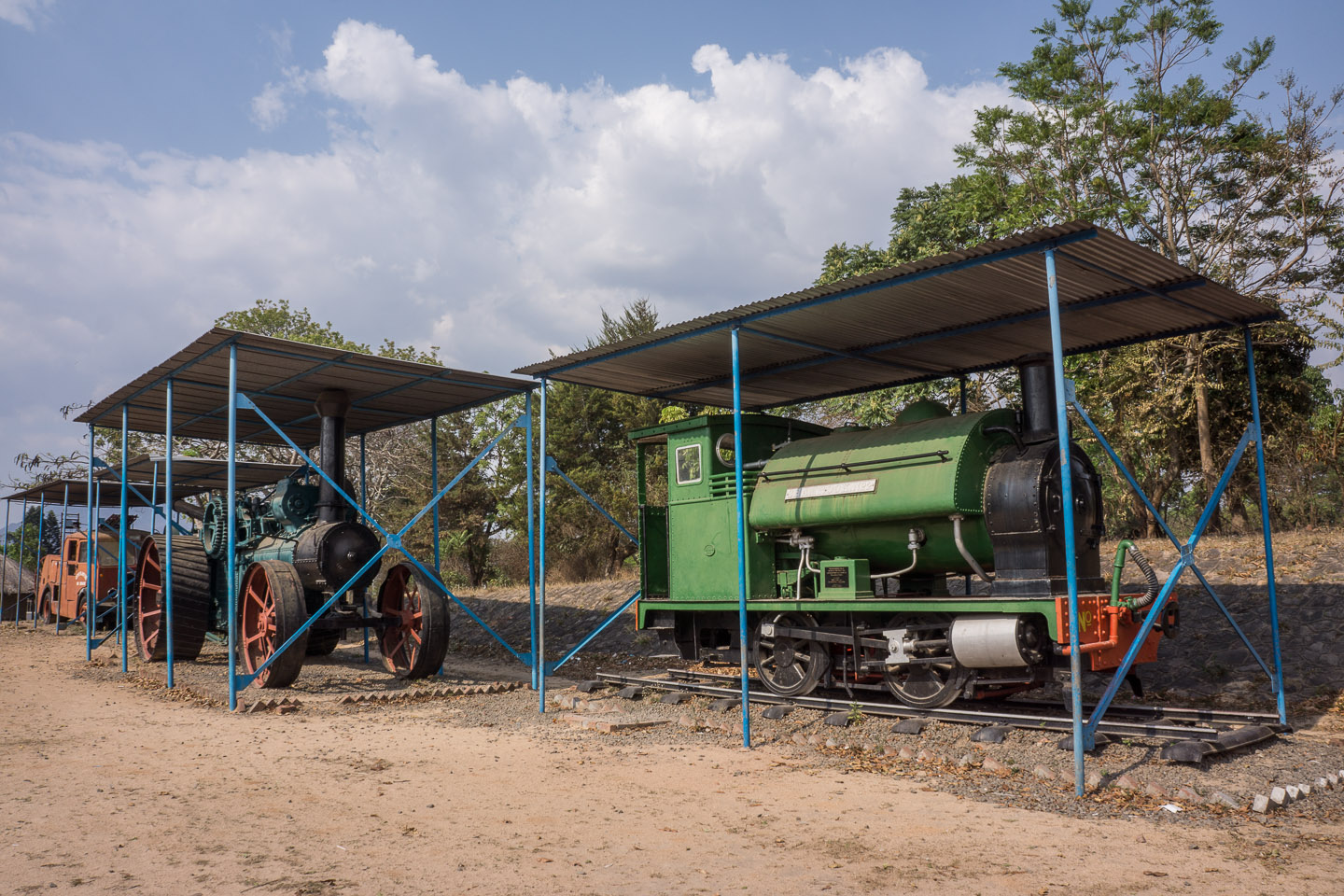
Locomotive « Shamrock » au musée Chichiri de Blantyre.

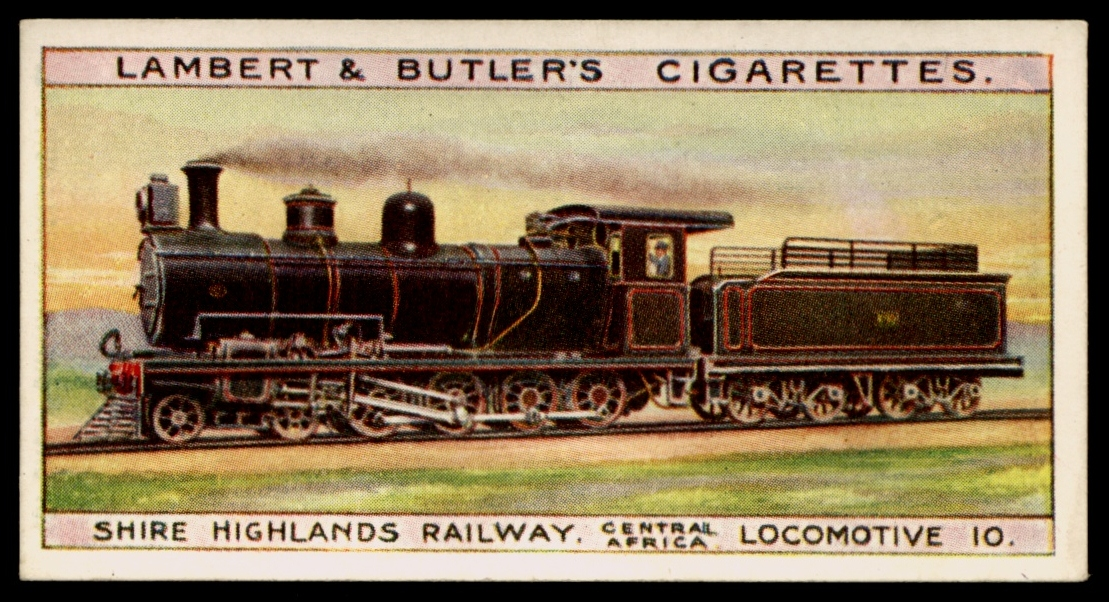
Locomotive de la Shire Highlands Railway sur un paquet de cigarettes de la marque Lambert & Butler.

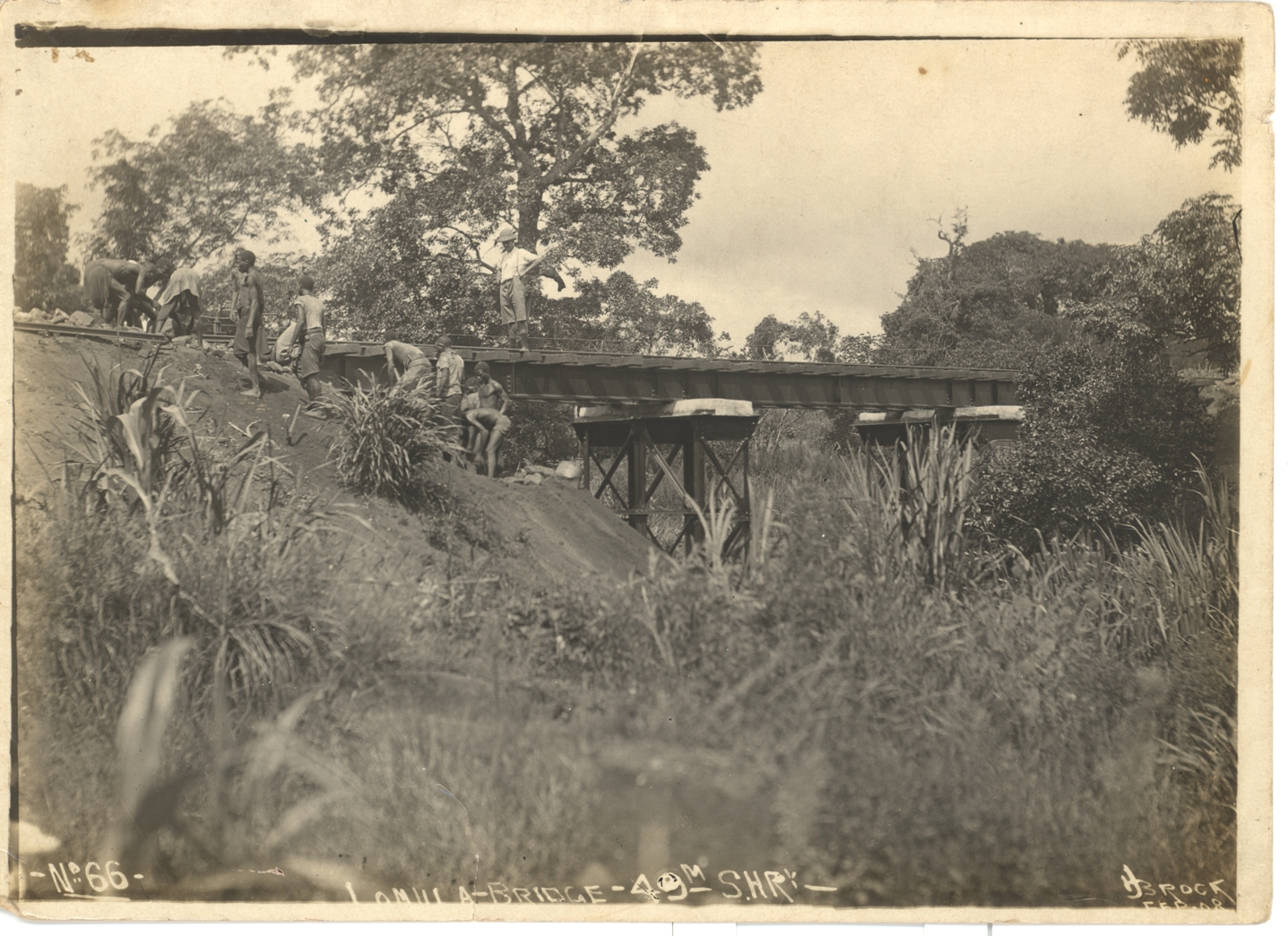
Travaux sur le pont de Lomula (fév. 1908).

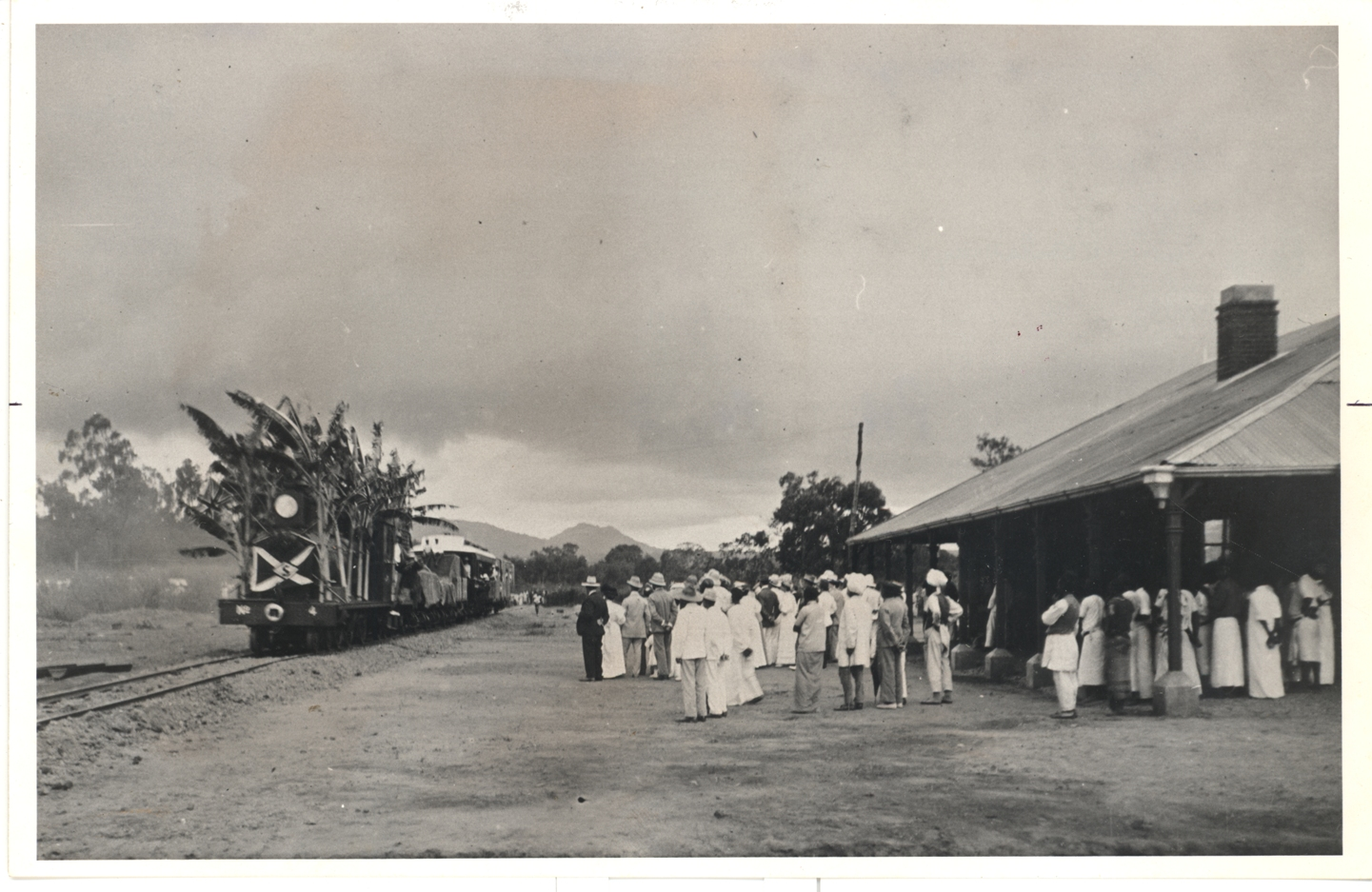
Arrivée du premier train à Blantyre, en 1908.

À la fin du XIXe siècle et au début du XXe siècle, le Nyassaland, dépourvu d'accès à la mer, le port le plus proche, sur l'océan Indien, étant à 320 kilomètres, souffre de ne pas posséder de chemin de fer. Les voies fluviales, Shire et Zambèze, n'ont pas assez de fond pour accueillir des vaisseaux de grande taille. Les principales zones d'habitat et d'activité économique se trouvent éloignées de la Shire et les transports vers et depuis elle se font par portage humain, la topographie n'étant pas favorable au transport par animaux de bât, ce qui est coûteux et inefficace. Entre 1896 et 1934, le bas niveau de l'eau dans le lac Nyasa (lac Malawi) réduit le débit de la Shire et le principal port fluvial est déplacé à Chiromo, encore plus loin des zones d'activité économique et d'habitat. De là, des bateaux transportant environ cent tonnes se frayent un chemin à travers les hauts-fonds et les marais de la basse vallée de la Shire afin de rejoindre le petit port côtier, mal équipé, de Chinde.
Les difficultés et les coûts du transport fluvial et du portage humain font que, dès 1895, l'idée d'une liaison ferroviaire vers l'océan Indien est évoquée ; Harry Johnston, consul général et commissaire du protectorat, suggère une ligne joignant Blantyre, principale ville commerciale, à Quélimane, au Mozambique. Cependant, la majeure partie du trajet se situe en territoire portugais et le port de Quélimane n'est accessible qu'à des navires ayant moins de cinq mètres de tirant d'eau ; il faut attendre 1958 pour qu'il soit aménagé pour de plus gros bâtiments[source insuffisante]. En cette même année 1895, Eugene Sharrer propose de construire un chemin de fer de Blantyre à Chiromo ; il fait de la publicité pour l'entreprise qu'il vient de créer en décembre 1895, la Shire Highlands Railway Company Ltd.
Pour le Nyassaland, une liaison ferroviaire courte jusqu'aux ports sur la Shire, qui élimine le portage, est la meilleure option. En effet, le coût du transport est élevé par rapport à la valeur attendue des exportations, et passer par des zones où il n'y aurait que peu de fret local n'est probablement pas rentable.
Quoique Harry Johnston approuve le trajet Blantyre-Chiromo et presse le Foreign Office britannique de financer le chemin de fer, ce dernier refuse. En 1901, il accepte finalement le principe de sa construction par la Shire Highlands Railway Company et alloue gracieusement à l'entreprise 146 000 hectares de terrain, qui correspondent au trajet envisagé. Sharrer avait déjà acquis une grande partie des terres par lesquelles le chemin de fer devait passer mais il y a des désaccords quant au tracé, notamment de la part de l'African Lakes Corporation. Pour cela, et en raison des retards dans la mobilisation des capitaux et des prêts, il faut attendre le début de 1903 pour que la construction commence. La ligne Blantyre-Chiromo est ouverte en 1907, mais de nouvelles baisses du niveau d'eau de la Shire nécessitent le prolongement de la ligne jusqu'à Port Herald (aujourd'hui Nsanje), à 180 kilomètres de Blantyre, en 1908.
Sharrer devient directeur de la SHRC, poste qu'il conserve même après son départ du protectorat en 1902. Il est aussi directeur de la Central Africa Railway Company créée après son départ.

## Extension jusqu'au Zambèze et au-delà
La baisse du niveau de l'eau de la Shire se poursuit, rendant difficile et même souvent impossible l'utilisation du port de Port Herald au-delà de la première année. Un port sur le Zambèze s'avère nécessaire. La British South Africa Company bénéficie d'une concession pour construire un chemin de fer en territoire portugais et, en 1912, le gouvernement du Nyassaland convient avec la SHRC de racheter pour 180 800 £ les terrains qu'il lui avait précédemment concédés, pour que cette somme soit versée à la BSAC afin de financer le Central African Railway (« chemin de fer d'Afrique centrale ») et d'obtenir en échange des actions de la compagnie propriétaire. La ligne construite par la Central Africa, d'une longueur de 98 kilomètres, relie Port Herald à Chindio, sur la rive nord du Zambèze, en 1914. De là, des bateaux fluviaux se rendent à Chinde à l'embouchure du Zambèze, où des bateaux océaniques prennent le relais jusqu'à Beira. Ce trajet jusqu'à Beira prend deux à trois semaines depuis Blantyre, impliquant trois transbordements et des risques, pour les marchandises, d'être abimées par l'eau. La ligne est chère à construire et la qualité de sa construction est médiocre ; elle nécessite, dès le début, un entretien intensif et coûteux. Le gouvernement du Nyassaland accepte de supporter financièrement le fonctionnement du chemin de fer durant dix ans et paie environ 20 000 £ jusqu'à 1924.
En 1922, la Trans-Zambezia Railway Company achève une ligne, approuvée par le gouvernement portugais, qui va de Beira à Murracca, en face de Chindio, sur l'autre rive du Zambèze. De ce fait, la liaison ferroviaire Blantyre-Beira est presque achevée, à l'exception de la courte traversée Chindio-Murracca, qui se fait par ferry. C'est l'ultime obstacle à la continuité du transport et, en 1927, le gouvernement britannique commande un rapport sur l'opportunité de construire un pont sur le Zambèze. Lorsque le pont Dona Ana est achevé en 1935, une nouvelle compagnie, la Nyasaland Railway Ltd. est créée reprenant les activités de la SHRC et le capital social de Central Africa Railway Company. Nyasaland Railways Ltd. reste l'opérateur du chemin de fer jusqu'en 1953, date à laquelle toutes ses activités sont transférées au gouvernement fédéral de la Fédération de Rhodésie et du Nyassaland.
Le chemin de fer au Nyassaland est coûteux à construire et difficile à exploiter, les terrains défavorables nécessitent une maintenance assidue, et la consommation de charbon et de fuel est importante. Il ne permet que de petits tonnages, le trafic domestique est faible et le frêt repose essentiellement sur les produits d'importation et d'exportation qui varient en quantité et en nature selon les saisons. De ce fait, les coûts sont plus de trois fois supérieurs à ceux constatés dans les Rhodésies ou en Afrique de l'Est. Le Trésor britannique et le gouvernement du protectorat prodiguent quelques subsides et subventions, mais le coût du transport reste très élevé.

## Locomotives

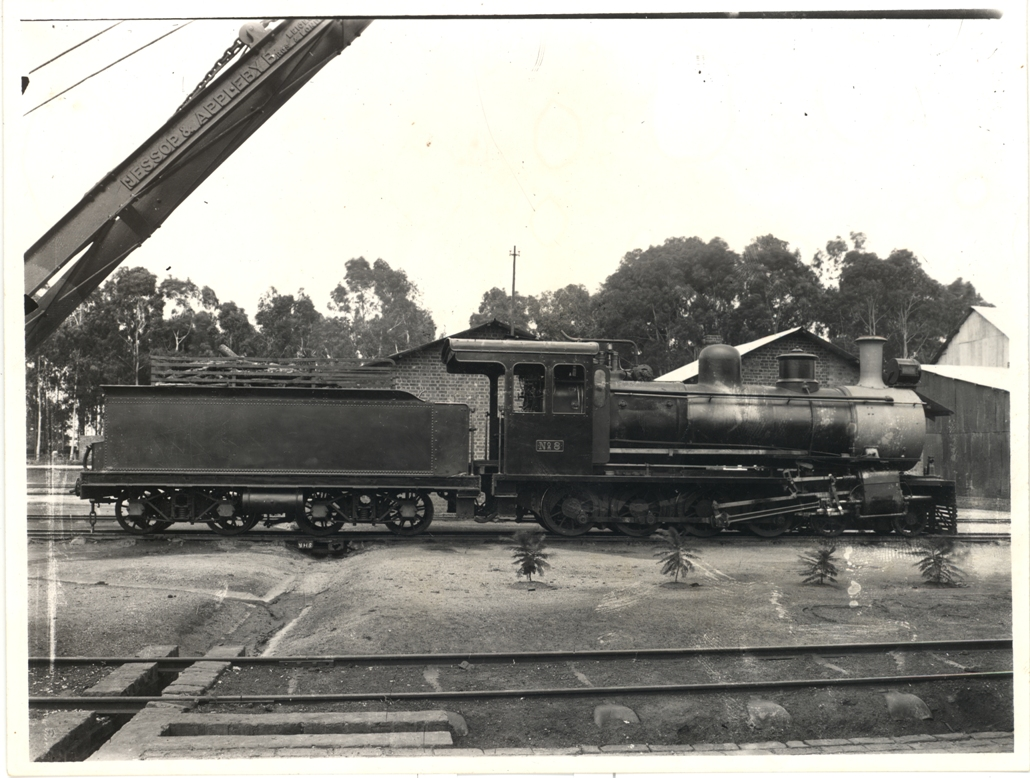
La locomotive numéro 8 a été retirée du service le 9 janvier 1967, a été remorquée jusqu'à Lilongwe et est exposée à la gare de Lilongwe.

Les premières locomotives de la SHRC, acquises en 1904 pour construire la ligne, sont des modèles « 0-4-0 », dues à W. G. Bagnall de Stafford, au Royaume-Uni. Ce sont des locomotives de classe « A », baptisées « Thistle » (« Chardon ») no 1 et « Shamrock » (« Trèfle »), no 2, qui servent sur les lignes de la SHRC et du Central Africa Railway, essentiellement pour des travaux de construction et de triage, pendant de longues années. « Thistle » est conservée au musée de Limbe à côté de Blantyre, et « Shamrock » au musée de Chichiri (en) à Blantyre.
Deux locomotives de classe « B »  de type 4-6-0, construites par Kitson and Company de Leeds, sont achetées en 1904. Nommées respectivement « Rhodes » no 5 et « Milner » no 6, elles opèrent principalement sur les grandes lignes et les trains postaux entre le Zambèze et Blantyre. « Milner » fonctionne aussi sur la ligne du Trans-Zambezia Railway de juillet 1923 à 1934 et sur le tronçon allant du pont Dona Ana à Tete, jusqu'à 1944. « Rhodes » est en service sur la ligne principale jusqu'en 1951. Une locomotive de classe « C » est aussi utilisée durant une courte période.
Le principal type de locomotives utilisé ensuite est de classe « D » et de type 4-8-0 ; elles sont acquises en 1917 chez Hawthorn Leslie and Company de Newcastle upon Tyne, et d'autres, en 1930, viennent de la North-British locomotive company limited, de Glasgow. La SHRC et le Central Africa Railway utilisent respectivement les machines 8 à 12 et 19 à 24, tandis que la Trans-Zambezia prend le relais avec les numéros 13 à 15, qui sont les principaux tracteurs. Les chargements types sont de 450 tonnes de la frontière à Sankulani, au pied de l'escarpement, et de 180 tonnes dans la montée de Sankulani à Limbe (la gare de Blantyre).
En 1936 la Nyasaland Railways Ltd. disposait de 11 locomotives, 3 automotrices, 18 voitures, et 84 wagons.